# Besazio
Besazio es una comuna suiza del cantón del Tesino, situada en el distrito de Mendrisio, círculo de Riva San Vitale. Limita al de noroeste a sureste con la comuna de Mendrisio, al sur con Ligornetto, y al oeste con Clivio (IT-VA).